# 范长生
范长生（？年—318年），西晋时道士，一名延久，又名重久，或名文（一作支），字元壽。涪陵丹心（黔江）人，“蜀之八仙”之一。
成都一带天师道首领，出身土著豪族，西晋流民起义军大成政权（“成汉”，五胡十六国时期之“十六国”之一）丞相，封为“四时八节天地太师”，西山侯。在范长生“休养生息，薄赋兴教”的劝导下，大成政权一度昌盛。

## 出生至成汉建立前
蜀后主延熙十一年（公元248年），涪陵郡（郡治在今彭水县郁山镇）反，车骑将军邓芝率兵征讨、平定。平定后，朝廷为免再生事端，将涪陵五千余户强行迁往成都，其中即有范长生一家。当时，一些处于战乱的人们，为摆脱现实苦难的困扰和寻求精神的寄托而皈依宗教。因此，由张道陵创建的“天师道”，在成都一带盛极一时。饱受战乱与歧视之苦的范长生，也加入了天师道，长期住在成都西山（青城山）。因他注重信义，博学多才，深得天师道教徒的敬服，被拥为成都一带天师道的首领。
他从事道教修炼，欲为神仙，得长生久视之术。宋代祝穆《方舆胜览》云“先主（刘备）征之不起，就封为逍遥公”，“刘禅易其宅为长生观”。《列仙传》说蜀才“年百余岁，人奉为仙，称曰长生”。《资治通鉴》云：“长生博学多艺能，年近百岁，蜀人奉之如神。”

## 出仕成汉
范长生家世世代代掌握部曲，他本人又是天师道的宗教首領。到李流据郫城时，他领有千余户人家，住在青城山下。青城山是天师道的一个治所，是有名的洞天福地。《寰宇记》卷七十三引《道书福地记》说：“上有没溺池，有甘露、芝草”。又引《玉匮经》说：“此（指青城山——引者）第五大洞，宝山九室之天，黄帝所秦（当是奏之误——引者）拜为五岳丈人。黄帝刻石拜谒纂书犹存。又有石日月象。天师立青城治于其中。”青城治不在二十四治之中，或者是别治、游治、下治之类。天师道的治犹如世俗的官府，管理道民的宗教行政机构，组织比较严密，教主与教民的关系，实际上是统治者与被统治者的关系，形成一种超乎国家行政组织之外的统治力量。范长生在青城山下拥有部曲，必然也拥有道民。他能拿出粮食供军，这充分显示了他有雄厚的经济实力，而且又是一个拥有武装的道教主。罗尚平西将军府参军徐舆看中了范长生这股力量，他向罗尚要求为汶山太守，联合范长生，共同攻李流；罗尚不许。徐舆怨怒，出降李流；李流用为安西将军。徐舆，涪陵人，与范长生算是同乡。通过徐舆的游说，范长生资给流民军粮食。李流的军粮问题，暂时得到解决，摆脱了饥饿的困境。
经过李特、李流领导流民军三年为实践，李雄认识到不得蜀中土著的支持是危险的。李流通过徐舆的游说，流民军得到范长生的大力支持，使流民军渡过难关，转危为安。尽管范长生原籍是涪陵丹兴，但范氏在蜀中居住已有百年，有土地，有千余家部曲，又是道教首领，与蜀人有千丝万缕联系，即是说，有相当实力。故“李雄以范长生有名德、为蜀人所重，欲迎以为君而臣之”，以缓和六郡流民与蜀中土著的矛盾。
范长生认为自己无法领导流民大军，于是，他充分利用披在身上的道袍，传达天意，说“推步大元五行，大会甲子，独锺于李，非吾节也”（《十六国春秋》）。不接受皇帝位，更劝李雄自立。
光熙元年（公元306年）三月，范长生从青城山来到成都。六月，李雄即皇帝位，国号大成，改元宴平，以范长生为丞相，加号“四时八节天地太师”（《通鉴考异》引《华阳国志》），封西山侯，“复其部曲，军征不预，租赋一入其家”（《华阳国志·大同志》）。这是李雄和流民上层给范长生的酬谢：政治上是丞相，当朝一品；经济上，他的部曲不负担徭役，他的土地也不向大成政权输纳租赋。他成了十足的封建贵族，既有土地，又有依附农民，还获得豁免赋役的特权。范长生从支持流民集团到加入大成政权，标帜着六郡氐叟侯王、汉族大地主与蜀中大地主的合流，构成大成政权的统治核心，这就是大成政权的阶级实质。范长生在大成政权内所享有的经济特权与西晋的贵族王公并无两样，也就是大地主特权在大成政权中的合法化。 
此时的范长生已是耄耋之年，李雄则年方三十，老少同心，君臣和谐。在范长生“清心寡欲，敬天爱民”的涉世宗旨影响下，在其“休养生息，薄赋兴教，切莫穷兵黩武”的劝导下、大成宽和政役，轻徭薄赋，建官学，兴文教，端风化，罚不妄举，刑不滥及，恩威远播。来称臣依附的人增多，大成一度昌盛。
公元318年（东晋元帝太兴元年）四月，范长生卒于成都。
范长生死后，其子范贲被李雄封为丞相。
347年，成汉被东晋大将桓温所灭，成汉将领邓定、隗文等人因此推范贲为帝，根据史书记载，范贲“以妖异惑众”，因此蜀地很多人归附。
349年，东晋益州刺史周抚、龙骧将军朱焘攻击范贲，范贲被杀，遂平定益州。

## 评价
范长生“博学多能”（《资治通鉴》语），尤精书法。其笔触豪放，饱满大方，与慕容倍、王猛齐名。在道教中拥有相当的历史地位。他著有《道德经注》，《周易注》（见李鼎祚《周易集解》）。旧时四川青城山有“长生宫”，为范长生的纪念之地。宋代诗人陆游曾到此游览，吟诗说：“碧天万里月正中，清夜珥节长生宫。”
而青城传说人物中，晋朝谯秀《蜀记》记有“蜀中八仙”：容成公、李耳、董仲舒、张道陵、范长生、李八百、严君平（严遵）、尔朱洞。又有“青城五隐”：薛昌、范长生、勾符台、张愈、杨慎。他均列其中。
张陵、范长生在氐羌的巫术基础上创立了道教初型的“五斗米道”。从“夷事道；蛮事鬼”与“荆人鬼；越人魍”两种分类看来：荆楚的蛮苗是信鬼主的，巴夷（及蜀）是信道术的，海滨越人是重魍祥的。长江上（巴蜀）中（荆楚）游的老君（彭祖）之道术是道教的先启，东海（齐鲁与吴越）的魍祥与中原的圣贤是方术与人物神的前因，各兄弟民族的巫术合成综杂的道教。
后人在青城山为其立庙，尊崇他为“长生大帝”。故里黔江县城，也建有范公祠，直到1990年扩建新城才拆迁。清康熙初年，彭水于迁乔乡水田坝，为纪念双丞相范长生父子而修建遂家寺院----长生观，占地750平方米，建筑面积588平方米，现为小学校舍。